# الرجل الصاروخى (فلم)
الرجل الصاروخى (بالإنجليزية: The Rocketeer) هو فيلم خيال علمي من إخراج جو جونستون وبطولة بيلي كامبل، جينيفر كونلي، ألان آركين، تيموثي دالتون، بول سورفينو ورونالد تايلور.عرض الفيلم في 21 يونيو 1991.

## روابط خارجية
مقالات تستعمل روابط فنية بلا صلة مع ويكي بيانات